# Daniel Uznik
Daniel Uznik (4 aprile 1977) è un ex sciatore alpino austriaco.

## Biografia
Uznik, originario di Strau di Ferlach, esordì in Coppa Europa il 7 marzo 1995 a Saalbach-Hinterglemm in discesa libera (47º); l'anno dopo ai Mondiali juniores di Hoch-Ybrig 1996 vinse la medaglia d'argento nello slalom gigante. In Coppa Europa ottenne il miglior piazzamento il 22 dicembre 1998 ad Altenmarkt-Zauchensee in supergigante (4º) e prese per l'ultima volta il via  il 14 marzo 2001 a Piancavallo nella medesima specialità (15º), sua ultima gara in carriera. Non debuttò in Coppa del Mondo né prese parte a rassegne olimpiche o iridate.

## Palmarès

### Mondiali juniores
- 1 medaglia:
  - 1 argento (slalom gigante a Hoch-Ybrig 1996)